# 末永慶寛
末永 慶寛（すえなが よしひろ、1964年12月10日 - ）は、山口県長門市出身の環境工学者。香川大学創造工学部学部長。

## 来歴・人物
山口県立大津高等学校を経て上京し、1983年（昭和58年）日本大学理工学部に入学、日本大学大学院を経て、日本大学大学院理工学研究科（工学博士）、東京大学海洋研究所技術補佐員を務めた。
1996年（平成8年）から香川大学農学部助手。2009年（平成21年）香川大学工学部（現創造工学部）教授、2019年（令和元年）香川大学創造工学部長。
藻場礁に海の生物が住み良くなる形の特許権を保有している。
俳優の香川照之と東京大学時代からの親友で、親交が厚い。香川県のテレビに海の研究者として出演することが多い。
ボクシングに造詣が深く、趣味が講じて５万本を超えるビデオテープを所有している世界有数のボクシングマニアである。
ブルース・リーマニアでもある彼の口ぐせは’’Feel’’（フィェール）である。

## 受賞
- 2023年8月 海洋立国推進功労者表彰の「海洋に関する科学技術振興」部門（内閣総理大臣賞）[5]
- 2020年11月　日本大学理工学部　学術賞　学会・協力賞
- 2019年4月 文部科学省 科学技術分野の文部科学大臣表彰科学技術賞（理解増進部門）[6]
- 2017年4月 文部科学省 科学技術分野の文部科学大臣表彰科学技術賞（開発部門）[7]
- 2015年3月 J.Soc. Water Environment Certificate of Appreciation
- 2014年8月 PACON International Ocean Service Award[8]
- 2014年6月 徳島大学大学院ソシオテクノサイエンス研究部 第14回エンジニアリングフェスティバル優秀賞[9]
- 2011年2月 かがわ産業支援財団 芦原科学賞（功労賞）[10]
- 2008年6月 PACON International Service Award
- 2008年3月 尾崎エレキテル財団 源内賞
- 2008年2月 かがわ産業支援財団 芦原科学賞（大賞）
- 2007年7月 感謝状（国土交通省）
- 2007年4月 文部科学省 科学技術分野の文部科学大臣表彰科学技術賞（技術部門）
- 2007年4月 平成19年度河川整備基金助成事業優秀成果
- 2006年6月 生態工学会2006年度論文賞
- 2006年6月 PACON International Saxena Award
- 2004年6月 漁場造成技術研究会 水産土木技術賞
- 1990年2月 日本大学 古田奨学金